# مجلة التاريخ النفسي
مجلة التاريخ النفسي عبارة عن مجلة تتعامل مع مجالات التاريخ النفسي، ويتم تحريرها على يد ليود ديماوس ويتم نشرها من خلال مؤسسة التاريخ النفسي. وهي تهدف إلى توفير «نظرة تاريخية نفسية جديدة للأحداث العالمية - في الماضي وفي الحاضر». ويتم نشر المجلة كل ثلاثة أشهر، وهي تحتوي على موضوعات مثل الطفولة والأسرة (خصوصًا العنف ضد الأطفال) والسيرة النفسية مع قدر كبير من المواد المتعلقة بالأطفال و
علم النفس السياسي والدراسات النفسية لعلم الإنسان.

## وصلات خارجية
- الموقع الرسمي